# Колодец душ

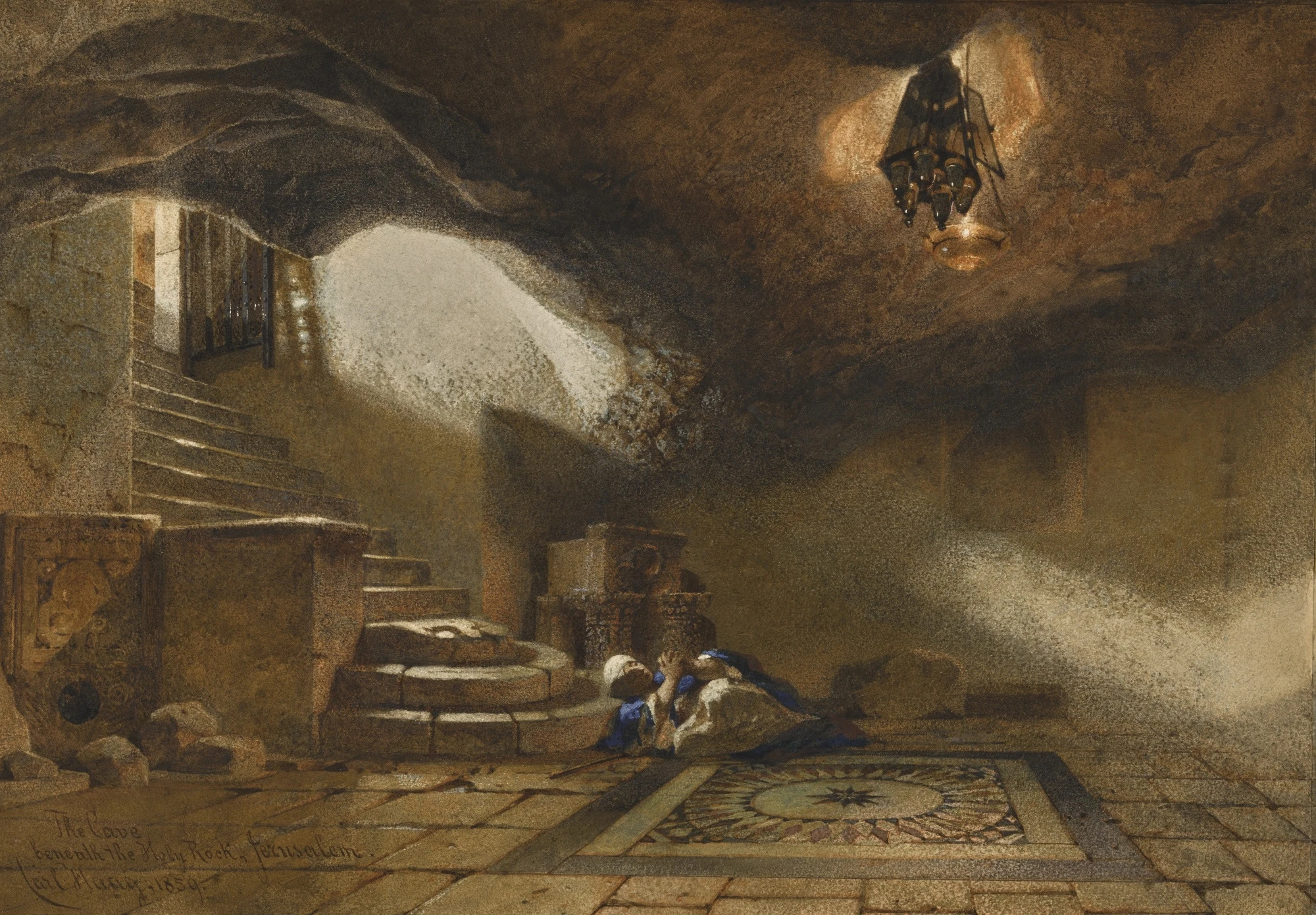
«Пещера под Святой Скалой, Иерусалим». Бумага, акварель, карандаш, Карл Хааг, 1859 г.

Колодец душ (араб. بئر الأرواح‎) — частично естественная, частично искусственная пещера, расположенная внутри Камня основания («Благородная скала» в исламе) под святыней Купол Скалы на Храмовой горе в Иерусалиме. В период крестоносцев он был известен христианам как «Святая Святых», имея в виду внутреннее святилище бывшего еврейского храма, который, согласно современным исследованиям, вероятно, располагался на вершине Камня основания.
Название «Колодец душ» происходит от средневековой исламской легенды о том, что в этом месте можно услышать духов мертвых, ожидающих Судного дня, хотя это не является общепринятой точкой зрения в суннитском исламе . Название также было применено к углублению в полу этой пещеры и гипотетической камере (цистерне), которая может существовать под ней.

## История и контекст

### Иудаизм и ислам
Колодец Душ расположен под Камнем Основания, обнаженной скалой, которая находится прямо под Куполом Скалы. Купол Скалы, предположительно, стоит на месте разрушенного Второго еврейского храма (построенного около 516 г. до н. э. вместо Храма Соломона), который был разрушен римлянами в 70 г. н. э. В традиционных еврейских источниках Камень Основания считается местом, с которого началось сотворение мира и где Авраам готовился принести в жертву своего сына Исаака.

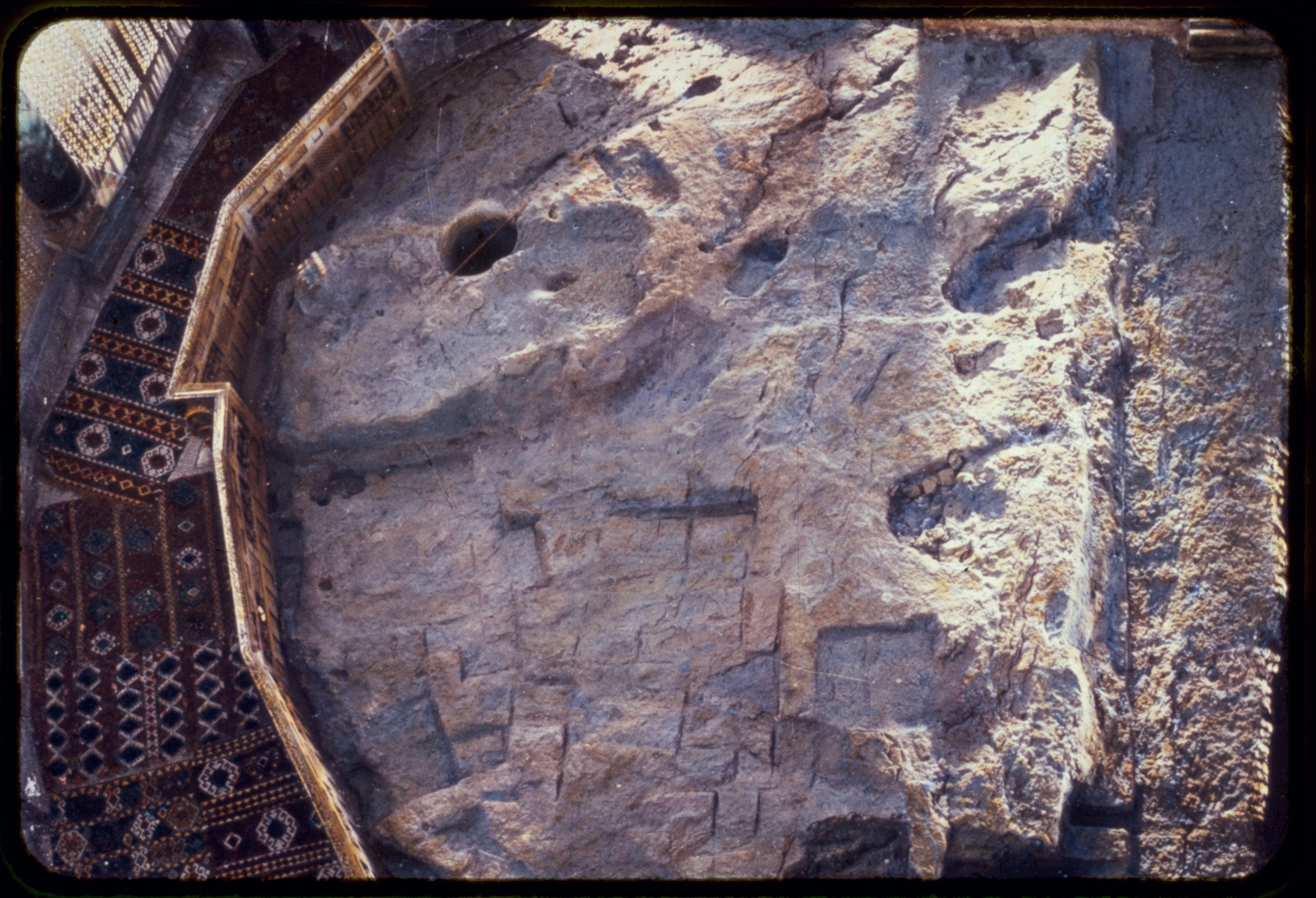
Камень основания в полу храма Купола Скалы в Иерусалиме. Круглое отверстие в левом верхнем углу ведет в Колодец душ внизу. Структура, похожая на клетку, сразу за дырой закрывает вход по лестнице в пещеру.

В исламе, Камень Основания известен как Благородная Скала. Ат-Табари, мусульманский писатель IX века н. э., отождествил скалу с местом, где римляне «закопали храм [ bayt al-maqdis ] во времена сыновей Израиля». Некоторые современные мусульмане верят, что это место, откуда Мухаммед вознесся на небеса во время своего ал-’Исра’ уал-Миʿрадж (Исра и Мирадж, «Ночное путешествие»). Согласно средневековой исламской традиции, Камень Основания пытался следовать за Мухаммедом, когда он поднимался, оставляя здесь свой след, подтягивая и выдалбливая пещеру внизу; одно из углублений в скале трактуется как отпечаток руки архангела Джибриля (Гавриила), сделанный им, когда он удерживал Камень от подъёма.
Наиболее ранние упоминания того, что может находится под Камнем Основания в еврейской традиции фиксируется в Талмуде Еврейские, а в исламе относятся к XII-му и XIII-му веками. Талмуд указывает, что Камень отмечает центр мира и служит прикрытием Бездны (Абзу), содержащей бушующие воды Всемирного потопа. Согласно Ибн аль-Факиху, пещера почиталась ещё в 902 году. Мусульманская традиция также помещает ее в центр мира и над бездонной пропастью, под которой текут воды Рая. Говорится, что пальма растет здесь из реки Рая, чтобы поддерживать Камень и что Ной высадился после Потопа именно здесь. Существует предание, что здесь слышны души умерших, ожидающих Страшного суда, хотя это не является общепринятой точкой зрения в суннитском исламе.

### Период крестоносцев
Камень основания и его пещера полностью вошли в христианскую традицию после завоевания Иерусалима крестоносцами в 1099 году. Они превратили мечеть Купола Скалы в церковь, и называли её лат. Templum Domini («Храм Господень»), в русской традиции, начиная с XII века — церковь «Святая Святых», по предполагаемой на этом месте Святой Святых Иерусалимского Храма. Крестоносцы внесли много радикальных физических изменений в это место, в том числе вырезали значительную часть скалы, чтобы сделать лестницы, и вымостили Камень Основания мраморными плитами. Главный вход в пещеру был расширен, возможно, тогда же была пробита шахта из пещеры наверх. Крестоносцы называли пещеру «Святая Святых» и почитали её как место объявления архангелом Гавриилом Захарии о рождении Иоанна Крестителя (Лук. 1:8-23). Современные исследования указывают на то, что Святая Святых еврейского храма, вероятно, находилась на вершине Камня основания, а не внутри него. :101-103

## Описание

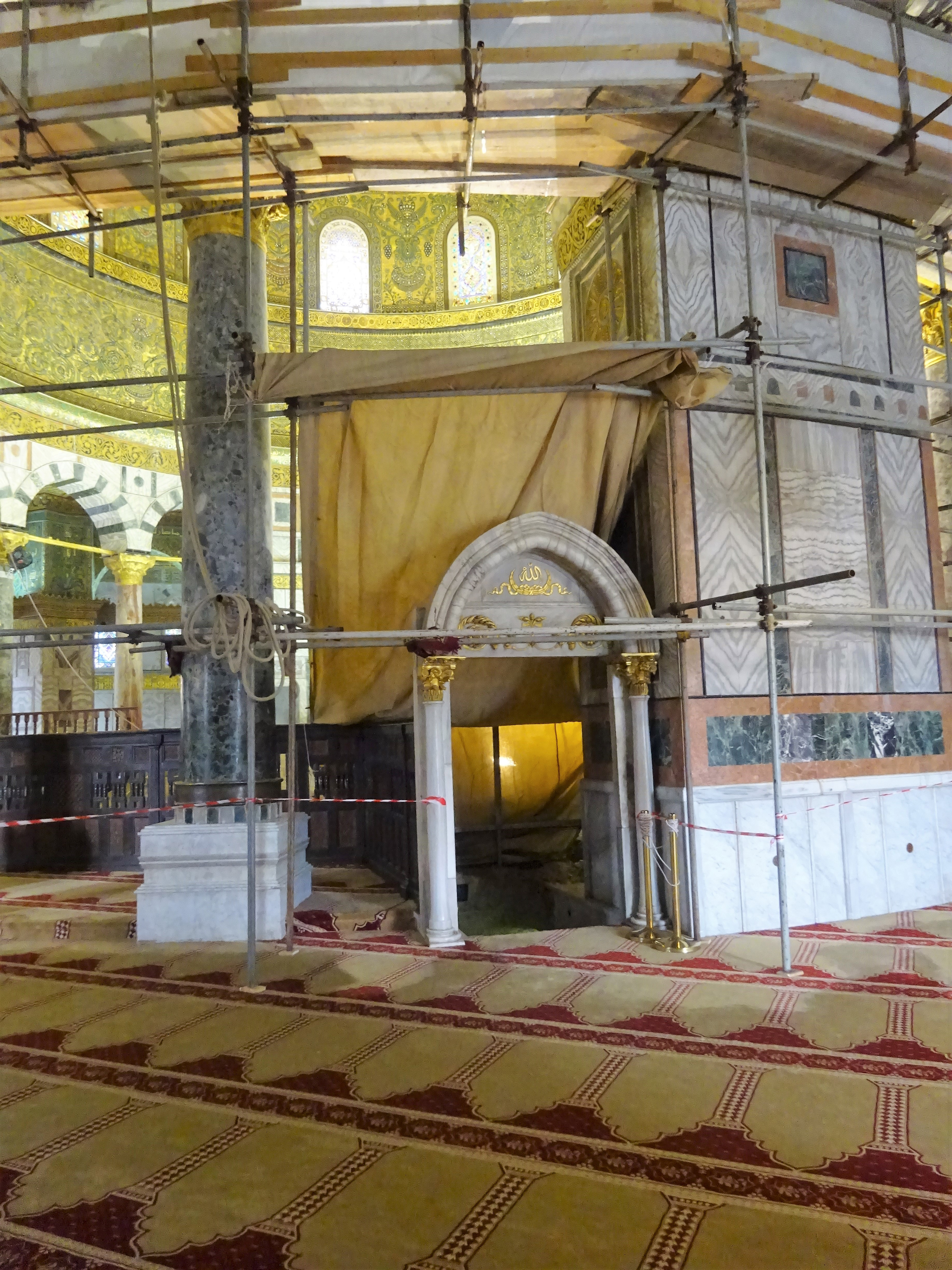
Вход в Колодец душ в Куполе Скалы, 2018 г.

Вход в пещеру находится у юго-восточного угла Камня основания. Вниз через вырубленный проход ведут 16 мраморных ступеней. По пути вниз скальный массив выступает в сторону лестницы; выступ справа называется «язык» — согласно легенде, камень ответил на обращение к нему калифа Умара.
Пещерная камера имеет примерно квадратную форму, со стороной около 6 метров, высота колеблется от 1,5 до 2,5 метров.

### Камера

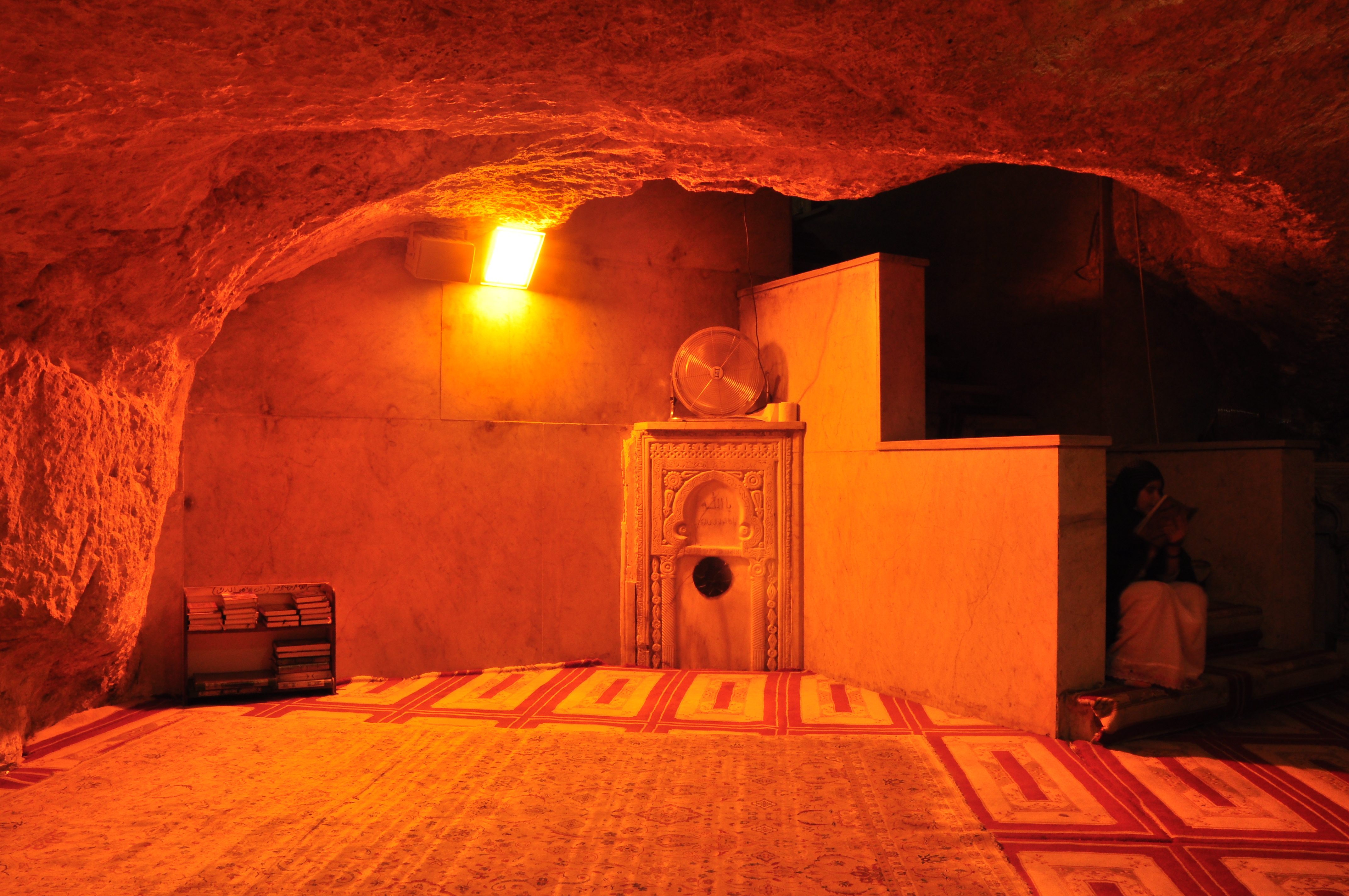
Михраб Сулеймана

Внутри камеры четыре михраба (молитвенных ниши). Слева от входа (юг) находится одна, посвященная пророку Давуду (Давиду), с аркой-трилистником, поддерживаемой миниатюрными витыми мраморными колоннами. Справа (юго-восток) находится более мелкая, но богато украшенная молитвенная ниша, посвященная пророку Сулейману (Соломону). Этот михраб является одним из старейших в мире. Считается, что он датируется по крайней мере концом IX века, а некоторые даже предполагают, что он восходит к VII веку и ко времени Абд аль-Малика, строителя мечети, что делает его старейшим в мире, но это оспаривается. К северу находится небольшая ниша, посвященная пророку Ибрагиму (Аврааму), а к северо-западу ещё одна, посвященная Хидр — Элайдже. Углубление в полу пещеры дает эхо, которое может указывать на помещение под ним. Относительно помещения (предположительно, цистерны) под полом пещеры существуют как упоминания исследователей XIX века, так и легенды в иудейской, христианской и мусульманской традициях. Потолок пещеры выглядит естественным, в то время как пол давным-давно был вымощен мрамором и устлан коврами.

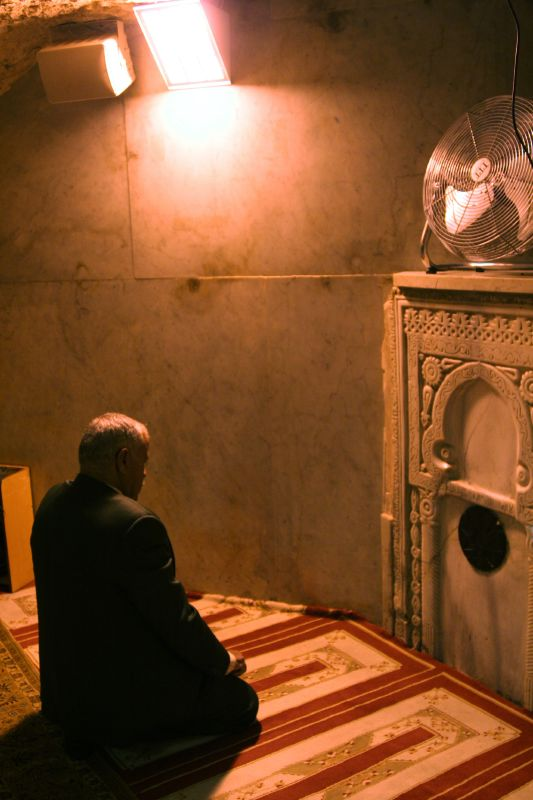
Мужчина молится михрабу Сулеймана в камере

Камера снабжена электрическим освещением и вентиляторами.

### Шахта
В центре потолка находится шахта диаметром 0.46 м, которая проникает на 1.7 м до поверхности камня наверху. Было высказано предположение, что это остатки шахтной гробницы возрастом 4000 лет. По другой версии, шахта представляет собой «дымоход» крестоносцев, пробитый для вентиляции, чтобы дать возможность зажигать свечи в пещерном святилище.:103 Имела хождения также гипотеза, что это была часть дренажной системы для сбора крови жертвоприношений с алтаря Иерусалимского храма. Внутри шахты нет следов веревки, поэтому был сделан вывод, что она никогда не использовалась как колодец, а пещера — как цистерна.

## Упоминания
- Самое раннее упоминание о «пробитой скале» (шахте в крыше пещеры) может быть в Itinerarium Burdigalense анонимным «Пилигримом Бордо», посетившим Иерусалим в 333 году нашей эры.[13]
- Ссылки на «Колодец душ» под Камнем основания восходят, по крайней мере, к персидскому писателю 10-го века Ибн аль-Факих, который упоминает его как исламское священное место.[6]
- Персидский писатель и путешественник XI века Насир-и Хусрав рассказал традиционную историю происхождения пещеры в своем классическом рассказе о путешествиях Сафарнама :[14]

They say that on the night of his Ascension into heaven, the Prophet, prayed first at the Dome of the Rock, laying his hand upon the Rock. As he went out, the Rock, to do him honour, rose up, but he laid his hand on it to keep it in its place and firmly fixed it there. But by reason of this rising up, it is even to this present day partly detached from the ground beneath.
- Раввин XVI века Давид бен Соломон ибн Аби Зимра засвидетельствовал существование пещеры, найденной под Куполом Скалы и известной как «Колодец душ».[15]